# Друштво за ослобођење и уједињење српско
Друштво за ослобођење и уједињење српско или Дружина за ослобођење и уједињење српско, опште познато као „Удружење“, била је српска револуционарна организација (националноослободилачки покрет) са седиштем на Цетињу, основана 1871. године, са циљем ослобађања Србима насељених територија из руку Османског царства. Удружење је основало неколико одбора: на Цетињу, у Новом Саду и у Београду. Истовремено, са истим циљевима у Крагујевцу је основан и Главни одбор за српско ослобођење.
Удружење су основали чланови Уједињене омладине српске и други родољуби из свих крајева Југославије. То је учињено тајно, након крштења кћери црногорског кнеза Николе Петровића Његоша.

## Чланови
- црногорски кнез Никола Петровић Његош
- Милан Костић
- Миша Димитријевић
- Милан Кујунџић Абердар
- Васа Пелагић
- Светозар Марковић
- Јован Сундечић
- Ђорђе Ђорђевић Војновић, син црногорско-руског племића и артиљеријског команданта Ђорђа Војновића.[3]